# Thryptomene cuspidata
Thryptomene cuspidata är en myrtenväxtart som först beskrevs av Porphir Kiril Nicolai Stepanowitsch Turczaninow, och fick sitt nu gällande namn av John William Green. Thryptomene cuspidata ingår i släktet Thryptomene och familjen myrtenväxter. Inga underarter finns listade i Catalogue of Life.